# Résolution 1256 du Conseil de sécurité des Nations unies
Membres permanents
- Chine
- États-Unis
- France
- Royaume-Uni
- Russie

Membres non permanents
- Argentine
- Bahrain
- Brésil
- Canada
- Gabon
- Gambie
- Malaisie
- Namibie
- Pays-Bas
- Slovénie

Résolution no 1255 Résolution no 1257
La résolution 1256 du Conseil de sécurité des Nations unies, adoptée à l'unanimité le 3 août 1999, après avoir rappelé les résolutions 1031 (1995), 1088 (1996) et 1112 (1997), a approuvé la nomination de Wolfgang Petritsch au poste de haut représentant international en Bosnie-Herzégovine. 
Rappelant les accords de Dayton, le Conseil a exprimé sa satisfaction avec le travail de Carlos Westendorp en tant que haut représentant et a accepté que Wolfgang Petritsch, choisi par Conseil de mise en œuvre de la paix prévu par les accords, lui succède. Il a réaffirmé le rôle du haut représentant dans le suivi de la mise en œuvre desdits accords et dans la coordination des activités des organisations et agences civiles qui œuvraient à leur mise en œuvre. Enfin, il a également réaffirmé le rôle du haut représentant en tant qu'autorité de dernier ressort en matière d'interprétation de l'annexe 10 sur la mise en œuvre civile des accords de paix.

## Voir également
- Guerre de Bosnie-Herzégovine
- Guerres de Yougoslavie